# Tom Kingston
Tom Kingston (19 de junho de 1991) é um ruguebolista de sevens australiano.

## Carreira
Tom Kingston integrou o elenco da Seleção Australiana de Rugby Sevens 8º colocada na Rio 2016.